# Fuembellida
Fuembellida – gmina w Hiszpanii, w prowincji Guadalajara, w Kastylii-La Mancha, o powierzchni 26,05 km². W 2011 roku gmina liczyła 14 mieszkańców.